# オーバートレーニング
オーバートレーニング（Overtraining）とは、スポーツトレーニングにおいて質や量が過剰になり、身体的障害を引き起こしたり、慢性疲労状態に陥ること。

## 解説
慢性疲労は、激しい運動から回復する身体の能力を超えたときに発生する。 アスリートのパフォーマンスが低く、その理由がわからない場合は、オーバートレーニングによる慢性疲労が主な要因であると考えられている。
残念ながら、慢性疲労を完全には理解していないため、オーバートレーニングに関する知識は乏しいままである。ハンス・セリエの一般的な適応の枠組みは、生理学的システムと構造の長期にわたる不適応につながるトレーニングが多すぎて回復が不十分であることが原因である可能性が高いことを示唆している。
オーバートレーニングは、特定のレベルまたはトレーニング負荷で一貫して実行できなかった結果として、パフォーマンスが低下する回復能力を超える負荷のことを指す。  オーバートレーニングは、アスリートの慢性疲労、燃え尽き症候群、過度のストレスとしても知られている。  
オーバートレーニングにはさまざまなバリエーションがあることが示唆されている。まず、トレーニングに対する単調なプログラムは、特定のウェイトリフティングや野球のバッティングなどの同じ動きの繰り返しが、中枢神経系の適応のためにパフォーマンスのプラトーを引き起こす可能性があることが示唆されている。 
オーバートレーニングの2番目の例は、慢性的なオーバーワークタイプのトレーニングとして説明されている。このトレーニングでは、被験者が高すぎる強度または大量のトレーニングを行っていて、体の回復時間が十分でない場合がある。 エリート持久力アスリートの最大10％とアメリカの大学水泳選手の10％がオーバートレーニング症候群の影響を受けている（十分な休息時間をとった後でも、約2週間は原因不明のパフォーマンス低下）。 

## 兆候と症状
以下にリストされているのは、オーバートレーニングの一般的な影響と引用された兆候のいくつかである。    
オーバートレーニングは、1つまたは複数の付随する症状を伴う場合がある：  
- 持続的な筋肉痛[11]
- 持続的な倦怠感[12]は、激しいトレーニングセッションで疲れているだけとは異なり、十分な休息をとった後も倦怠感が続くと発生する。 [6]
- 安静時心拍数の上昇、つまり睡眠後の朝などの十分な休息後の持続的な高心拍数は、オーバートレーニングの指標となる可能性がある。
- 心拍変動の減少
- 感染症への感受性の増加
- 怪我の発生率の増加
- 過敏性
- うつ病
- 神経衰弱
- バーンアウト[13] [14]

オーバートレーニングとオーバーリーチの違いに注意することが重要である。オーバーリーチとは、アスリートがハードトレーニングを受けているが十分に回復している場合であるが、オーバートレーニングとは、アスリートが適切な回復なしにハードトレーニングを受けている場合である。行き過ぎた場合、結果として生じるパフォーマンスの低下は、数日または数週間で解決できる。 

### パフォーマンス
- 疲労の早期発症
- 有酸素能力の低下（VO 2 max）
- 体力の低下
- トレーニングを完了できない
- 回復の遅れ

オーバートレーニングの効果は、アスリートの運動能力に影響を与えるだけでなく、研究や労働力などの他の生活分野にも影響を与える可能性があることを覚えておくことも重要である。身体的または心理的症状に苦しんでいるオーバートレーニングされたアスリートは、友人や家族との付き合い、試験の勉強、または仕事の準備に問題を抱えている可能性もある。 

## 原因
薬理学的薬物のように、身体運動は化学的に中毒性があるかもしれません。依存症は、意図したよりも多くの、またはより長い期間、行動に頻繁に従事することとして定義することができる。  この中毒は、運動によって生成および調節される天然のエンドルフィンとドーパミンによるものであると理論づけられている。 厳密にこの化学的副産物が原因であるかどうかにかかわらず、一部の人々は、運動やフィットネスの心理的/物理的影響に中毒または執着していると言うことができる。 これは過剰運動につながる可能性があり、「オーバートレーニング」症候群を引き起こす。 

## 機構
オーバートレーニングのためのいくつかの可能なメカニズムが提案されている。筋肉への微小外傷は、体が筋肉を癒すよりも早く起こると規定されている。 別の提案では、アミノ酸は食事で供給されるよりも早く使い果たされ、「タンパク質欠乏症」と呼ばれることもある。 最後に、全身性炎症は、サイトカインの放出が過剰な免疫応答を活性化するメカニズムとして考えられてきた。 

## 処理
オーバートレーニングの影響を治療する最も効果的な方法は、体が回復するのに十分な時間を与えることである。
- 回復のための時間を与えるためにトレーニングから休憩を取る。 [25]
- トレーニングの量および/または強度を減らす。
- トレーニングの適切な期間。 [26]
- トレーニングプログラムを分割して、さまざまな筋肉のセットがさまざまな日に機能するようにする。
- 睡眠時間を増やす。
- 影響を受けた筋肉の深部組織またはスポーツマッサージ [27]
- 影響を受けた筋肉のセルフマッサージまたはこすり落とし。
- アスリートが軽いトレーニングを続けることができたら、短いスプリントと長い休憩時間。 [6]

### ダイエット
栄養摂取量を適応させることは、オーバートレーニングの予防と治療に役立ちます。これには、少なくとも支出と一致するカロリー摂取量が含まれ理想的には適切な主要栄養素比率を形成する。 最後に、回復を早める方法として、改善された食事および/または栄養補助食品でビタミン欠乏症に対処することが提案されている 。

## 横紋筋融解症
横紋筋融解症は、極端で致命的な可能性のあるオーバートレーニングであり、骨格筋の破壊を引き起こし、それが血中に流れ込みます。カリウム、クレアチンキナーゼ、リン酸塩、ミオグロビンなどの多くの分子が循環に放出されます。ミオグロビンは、体内で致命的な反応を引き起こすタンパク質である。症候群の早期発見は完全な回復に不可欠である。人口の15％で発生する横紋筋融解症の重篤な晩期合併症は急性腎障害であり、場合によっては死に至ることもある。 

### 臨床プレゼンテーション
- 筋肉痛
- 圧痛
- 腫れ
- 虚弱
- あざ
- 茶色の尿
- 熱
- 沈滞
- 吐き気
- 嘔吐
- 錯乱
- 攪拌
- せん妄
- 無尿

### CrossFitと横紋筋融解症
CrossFitがますます普及し、多くのアスリートや個人の間で人気が高まるにつれ、横紋筋融解症の症例の急増がCrossFitのせいになっていると多くの人が信じるようになるという憶測が飛び交っている。 Journal of Strength and Conditioning Researchで実施された研究によると、誤って有害な環境で実施されない限り、CrossFitは人体に深刻な物理的脅威を与えることはなく、横紋筋融解症の症例とクロスフィットが相関していることを証明する研究は決定的ではない。 

## 防止
能動的回復ではなく受動的回復は、激しい断続的な運動の合間にアスリートが行うことをお勧めする休息の一形態である。能動的回復では、受動的回復よりもはるかに速い速度で筋肉が脱酸素化されるため、倦怠感までの時間がはるかに短くなります。したがって、オーバートレーニングを回避することが疲労を防ぐことを意味する場合、受動的回復または「静的休息」が最も安全である。激しい運動中に積極的な回復を行うと、アスリートはオーバートレーニング状態になる可能性がある。 トレーニングの強度と量を徐々に変化させることも、オーバートレーニングを防ぐ効果的な方法である。